# Надєждін Михайло Володимирович
Михайло Володимирович Надєждін (18 травня 1935, село Костянтинівка Хотінський район, нині — Сумський район, Сумська область — 5 грудня 2023) — український художник, живописець, Заслужений діяч мистецтв України (1994), Народний художник України (1997). Лауреат премії А. О. Осмьоркіна. Депутат Кіровоградської обласної ради від партії «Батьківщина» блок Ю. Тимошенко.

## Біографія
Михайло Володимирович Надєждін народився 18 травня 1935 року в селі Костянтинівка Хотінського району (нині — Сумського району), Сумської області в багатодітній селянській родині Володимира Івановича та Олександри Марківни Надєждіних. Михайло був шостою з десяти дітей в родині. Батьки працювали в колгоспі імені Чапаєва. Дід Михайла (по материнській лінії), Марко Іванович Надєждін був іконописцем. У 1939 році Надєждіни переїхали до містечка Білопілля, де пройшли дитинство та юність Михайла Володимировича. Навчався у Климівській школі, потім Білопільській 8-річній школі № 4. Згодом отримав середню освіту у Білопільській середній школі № 1, після закінчення якої у 1954 році призваний до лав Радянської армії. 
У 1957 році, після демобілізації з армії, вступив до Дніпропетровського державного художнього училища, де навчався у художників-педагогів: Григорія Чернявського, Миколи Родзіна, Олександра Куко. Там же, у Дніпропетровську, 1962 року одружився зі студенткою медичного інституту Вірою Іванівною М'якою.
У 1962—1963 роках Михайло Надєждін працював по розподілу у Запорізькому (Верхньохортицькому) педагогічному училищі, де викладав малюнок. 19 червня 1963 року народився син Андрій. Художник з родиною переїжджає, на батьківщину дружини — до міста Кіровоград, де у 1963—1973 роках викладає у дитячій художній школі (нині — Дитяча художня школа імені О. О. Осмьоркіна), де організовує та бере участь у численних виставках.
У 1973—1989 роках працював у Кіровоградських художньо-виробничих майстернях Художнього Фонду УРСР, спочатку як художник-оформлювач (1973—1982), згодом — головним художником (1982—1989). У 1985 році ініціював створення в Кіровоградської обласної організації Спілки художників України. У 1989 році обраний її першим головою, на цій посаді залишається й донині.

## Твори
- 1955 — «Барнаул. Військовий табір».
- 1961 — «Курс дніпропетровського художнього училища в парку Чкалова».
- 1962 — «Автопортрет».
- 1965 — «Стандартизація».
- 1966 — «Хірургія».
- 1967 — «Автопортрет».
- 1968 — «Михайло Надеждін з дружиною Вірою в майстерні», «Фауст XX століття», «Двоє».
- 1969 — «Сади Едему», «Художник і модель».
- 1960-і — «Проєкт пам'ятника Дон-Кіхоту».
- 1970 — «Художник і модель».
- 1973 — «Портрет батька».
- 1975 — «Сон», «Портрет дружини Віри».
- 1991 — «Пошук».
- 1992 — «Сади Едему».
- 1994 — «Біля моря».
- 1995 — «Рибалка на чорній річці», «Серпень».
- 1999 — «В майстерні художника».
- 2001 — «Курка чи яйце?», «Автопортрет».
- 2008 — «Натюрморт з косівським глечиком».

## Родина
- Мати — Надєждіна Олександра Марківна, нагороджена орденом «Мати-героїня» за народження та виховання 10 дітей (5 синів та 5 дочок)[1].
- Дружина — Надєждіна Віра Іванівна (до шлюбу М'яка; 1936—2009).

Діти:
- Надєждін Андрій Михайлович (нар. 19 червня 1963) — живописець, графік, мистецтвознавець. Член НСХАУ.
- Журавель (Надєждіна) Оксана Михайлівна (нар. 18 липня 1971) — український живописець. Член НСХУ (2000). Викладала у Кіровоградській дитячій художній школи, нині — викладач класу образотворчого мистецтва при Таращанській музичній школі (Київська область)[2].